# Shasa
Shasa es una empresa de retail y moda con más de 100 tiendas en México. Ofrece ropa, accesorios y calzado dirigidos a un mercado femenino y masculino de un rango de edad de entre 15 y 35 años.

## La empresa
Shasa opera con más de 110 tiendas en los centros comerciales más importantes de México con puntos de venta emblemáticos internacionales situados en Ciudad de México, Los Cabos, Acapulco y Cancún, en donde es tienda insignia de más de 1,000 metros cuadrados. Otra de las tiendas icono se encuentra en la Ciudad de México en el centro comercial Parque Delta, la cual tuvo una expansión de 300 a 1,000 metros cuadrados. De esto, el vicepresidente de CBRE menciona que "esta movida tiene mucho sentido porque la oferta del mercado de ropa juvenil en México aun es limitada y Shasa es uno de sus baluartes"

El diseño de las tiendas Shasa es vanguardista con contrastes monocromáticos enfatizando el diseño con toques brillantes y detalles metálicos buscando crear historias de acuerdo a cada estilo de vida y generando espacios que inspiren al cliente a comprar las últimas tendencias mundiales dentro de un ambiente dinámico y divertido. El International Council of Shopping Centers ICSC ha otorgado dos años consecutivos el premio "Retail Store Design Excellence" por la excelencia en el diseño de dos de sus tiendas insignia. En su publicación SCT (Shopping Centers Today) se menciona a Shasa como uno de los retailers líderes de México de ropa de moda para mujer. 

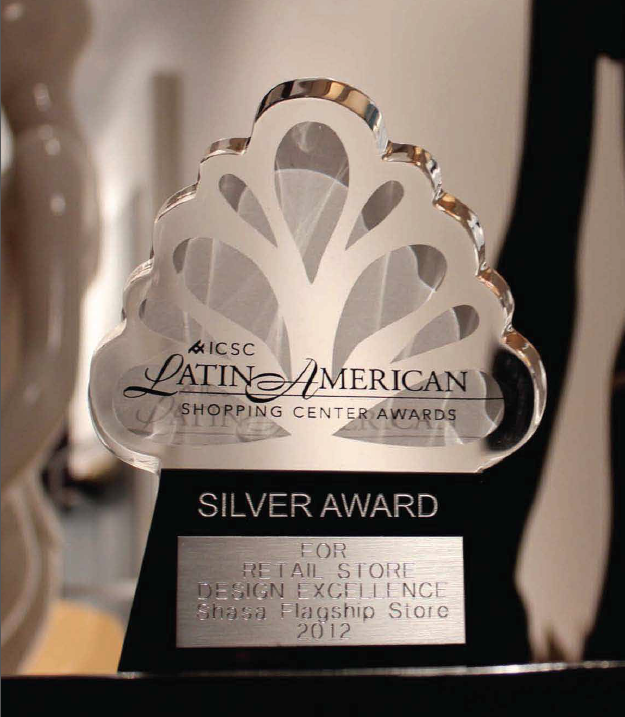
ICSC Latin American Shopping Center Awards

En 2015 Shasa inicia la venta por Internet a través de su página creciendo en su segundo año de operación más del 300%. Para el 2017 Shasa anunció el lanzamiento internacional de su venta por Internet. 
En febrero del 2017 Shasa hace su lanzamiento de Shasa Man, la línea de ropa para hombre con el eslogan "ellos también ya pueden venir de compras" continuando su camino de expansión y crecimiento.
La producción más importante de Shasa se fabrica en México por lo que al cierre del 2020 se registraron más de 1,500 empleos directos y alrededor de 7,500 empleos indirectos de un conjunto de proveedores comprometidos y un equipo interno en su mayoría jóvenes apasionados por la moda y con deseos de seguir creciendo dentro de la empresa.
Desde 2003 Shasa es miembro de la ANTAD. Shasa ocupa la tercera posición en el mercado de ropa y accesorios en México convirtiéndose en uno de los destinos favoritos para las mujeres amantes de la moda.

## Sustentabilidad y responsabilidad social
Día a día Shasa transforma la moda, buscando la mejor manera de preservar los recursos naturales, innovando en el origen de cada colección y mejorando su impacto en el medio ambiente y la sociedad.
Al día de hoy Shasa cuenta con más de 200,000 productos que involucran algún proceso sustentable y dentro de su cadena de valor ha registrado el reciclaje de materiales como el cartón, el plástico y la madera que son utilizados en sus procesos logísticos y en tiendas.Durante 2020 han reutilizado más de 40,000 cajas de cartón y han reciclado más de 4 toneladas de ganchos de plástico.
La construcción de las tiendas Shasa se realizan con materiales, equipos y acabados libres de componentes tóxicos que cumplen con políticas ambientales y de sustentabilidad, asegurando las mejores prácticas a nivel mundial.
A partir del 2021 Shasa se ha sumado a la donación de árboles a través de Pronatura México AC dentro de su programa Dona1Árbol, como parte de sus iniciativas continuas para crear cambios positivos en nuestro planeta. 
El compromiso de la marca con la sociedad se ve reflejado en las campañas altruistas que se dan a conocer año con año con la misión de apoyar y cuidar a las mujeres jóvenes en situaciones vulnerables de nuestro país, haciendo una diferencia positiva en sus vidas a través de la moda. El corazón de las iniciativas de Shasa es Casa Hogar Alegría, un hogar dedicado al cuidado y amor de niñas víctimas de abandono y violencia. También realiza donaciones a otras instituciones entre las que se encuentran el DIF, Fundación Azteca, Fundación Origen y Fundación Yoliguani.[cita requerida]
Recientemente Shasa se sumó a la lucha contra el COVID-19 en México, transformando parte de su operación, proveeduría y logística en equipos de producción con el objetivo de fabricar 100,000 cubrebocas que fueron donados al Instituto Nacional de Enfermedades Respiratorias (INER).